# يونارد فرانك
يونارد فرانك (بالألمانية: Leonhard Frank)‏ (و. 1882 – 1961 م) هو كاتب، وكاتب سيناريو، وكاتب مسرحي من ألمانيا . ولد في فورتسبورغ.
وهو عضو في German Academy for Language and Literature، وBavarian Academy of Fine Arts .
توفي في ميونخ.

## جوائز
حصل على جوائز منها:
- Commander's Cross of the Order of Merit ofthe Federal Republic of Germany (1957)
- الجائزة الوطنية من ألمانيا الشرقية (1955)
- جائزة كلايست (1918).

## روابط خارجية
- يونارد فرانك على موقع IMDb (الإنجليزية)
- يونارد فرانك على موقع الموسوعة البريطانية (الإنجليزية)
- يونارد فرانك على موقع مونزينجر (الألمانية)
- يونارد فرانك على موقع ألو سيني (الفرنسية)
- يونارد فرانك على موقع أول موفي (الإنجليزية)
- يونارد فرانك على موقع قاعدة بيانات برودواي على الإنترنت (الإنجليزية)
- يونارد فرانك على موقع قاعدة بيانات الأفلام السويدية (السويدية)
- يونارد فرانك على موقع قاعدة بيانات الفيلم (الإنجليزية)
- يونارد فرانك على موقع كينوبويسك (الروسية)